# Камбей (княжество)
Камбей (англ. Kambay, Cambay) — туземное княжество Британской Индии, существовавшее в Камбейском заливе на территории современного штата Гуджарат. Столицей княжества был город Камбей. Было основано в 1730 году предпоследним набобом Гуджарата империи Великих Моголов шиитом Мирзой Джафаром Мумином Кханом I.
С 1802 по 1947 года Камбей являлся протекторатом Великобритании; В 1891 году площадь занимала 1015 км², на которой проживало 90 000 человек. 10 июня 1948 года Индия аннексировала Камбей, он вошёл в состав штата Махараштра. В 1960 году Камбей вошёл в состав штата Гуджарат.